# Grbavica (Šipovo)
Pour les articles homonymes, voir Grbavica.
Grbavica (en serbe cyrillique : Грбавица) est un village de Bosnie-Herzégovine. Il est situé dans la municipalité de Šipovo et dans la république serbe de Bosnie. Selon les premiers résultats du recensement bosnien de 2013, il compte 25 habitants.

## Démographie

### Évolution historique de la population dans la localité
| 1948 | 1953 | 1961 | 1971 | 1981 | 1991 | 2013 |
| ---- | ---- | ---- | ---- | ---- | ---- | ---- |
| -    | -    | 148  | 148  | 147  | 81   | 25   |

|  |

### Répartition de la population par nationalités (1991)
En 1991, les 81 habitants du village étaient tous serbes.

### Communauté locale
En 1991, la communauté locale de Grbavica comptait 622 habitants, répartis de la manière suivante :